# Академия банковского дела
Академия банковского дела (каз. Банк ісі академиясы) — высшее учебное заведение в Алма-Ате.

## Название
- 1931—1946 — Алма-Атинский учётно-экономический техникум Госбанка СССР.
- 1946—1949 — Алма-Атинский учётно-кредитный техникум Промбанка СССР.
- 1949—1955 — Алма-Атинский финансово-кредитный техникум Министерства финансов КазССР.
- 1955—1995 — Алма-Атинский учётно-кредитный техникум Госбанка СССР.
- 1995—1998 — Алматинский банковский колледж.
- 1998—2003 — Высшая школа банковского дела.
- 2003—2009 — Академия банковского дела
- 2009—2012 — Казахстанский университет «Алатау» Академии банковского дела.
- с 2012 — Казахская инженерная финансово-банковская академия.

## История
В 1931 году был создан Алма-Атинский учётно-экономический техникум Госбанка СССР.
В 1952 году в техникуме было организовано заочное обучение с тремя учебно-консультационными пунктами — в Актюбинске, Караганде и Кустанае. В 1955 году техникум готовил специалистов со средним специальным образованием по четырём специальностям: «Денежное обращение и кредит», «Учет и оперативная техника в Госбанке», «Финансирование и кредитование сельского хозяйства» и «Сберегательное дело».
В 1959 году был построен новый учебный корпус техникума площадью более 4 тыс. м², в 1979 году — два девятиэтажных общежития на 540 мест.
26 мая 1998 года Алматинский банковский колледж был реорганизован в ЗАО «Высшая школа банковского дела». Начиная с этого периода Министерство образования и науки Казахстана определило переход к концепции непрерывного образованию по системе «колледж-вуз», поэтому колледж стал структурной частью академии.
В связи с принятием 13 мая 2003 года закона Республики Казахстан «Об акционерных обществах», в котором были изменены требования к минимальным размерам уставного капитала и упразднены такие типы акционерных обществ, как ЗАО и ОАО, ЗАО «Высшая школа банковского дела» было реорганизовано в ТОО «Академия банковского дела». 7 ноября 2003 года АБД получила государственную лицензию № 0000245 серии АА.
В 2006—2007 годах в Казахстане начался процесс оптимизации учреждений высшего образования, в связи с чем произошло объединение Академии банковского дела и Казахстанского университета Алатау, в то же время колледж стал самостоятельным юридическим лицом. В 2009 году в академии была открыта магистратура.
24 января 2014 года президент Академии Банковского Дела Айтбаеба Л.У. объявила о ликвидации колледжа. Казахская инженерная финансово-банковская академия продолжает свою деятельность под другим руководством.

## Примечание
1. 1 2 3 4 5 6 7 8 9  История академии. АБД. Дата обращения: 22 июня 2010. Архивировано 30 апреля 2012 года.